# 琳賽·達恩·麥肯齊
琳賽·達恩·麥肯齊（英語：Linsey Dawn McKenzie，1978年8月7日—），英格蘭魅力女模特兒、色情演員和電視名人。1994年16歲生日那天在英國小報《週日體育》上首次亮相裸照模特兒。麥肯齊以天然的碩大乳房而聞名，持續登上各種成人雜誌、網站、廣播媒體和影片，包括2000年後的硬調色情作品。
她也出現在許多主流電視節目中，如《他們認為一切都結束了》、《我出名了，也怕了！》、《智者為王》和《四個婚禮》。

## 職業生涯

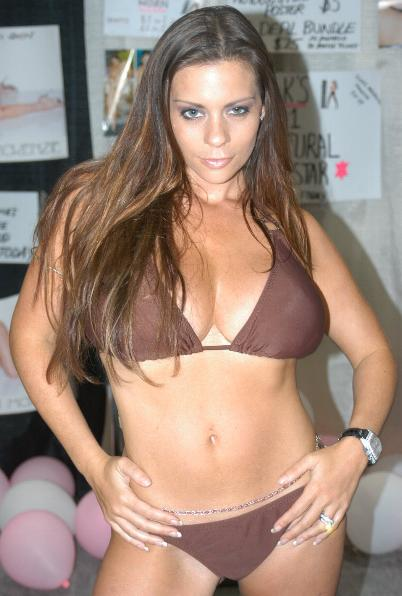
麥肯齊2006年出席Erotica LA

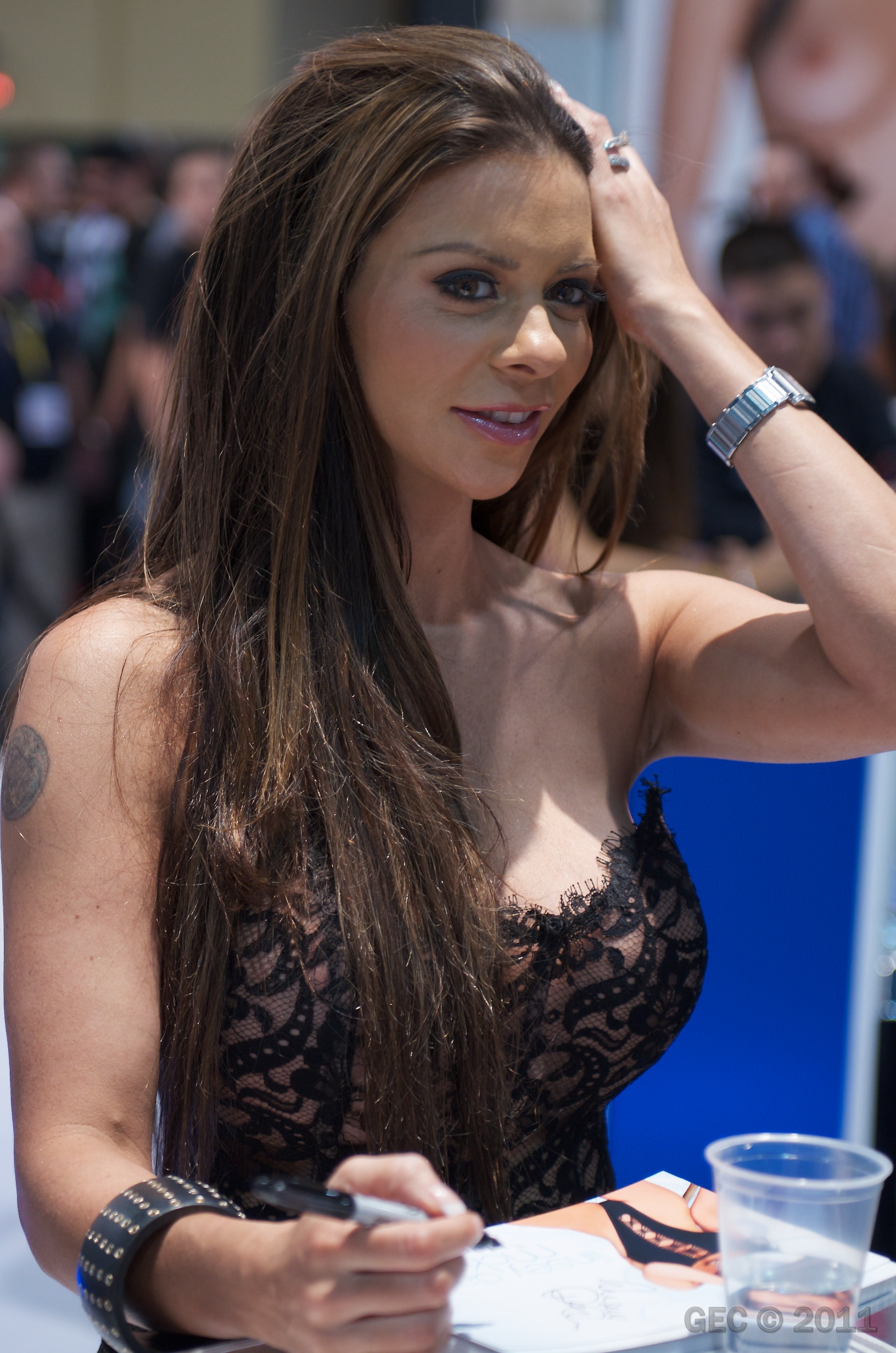
麥肯齊出席2011年AVN成人娱乐博览会

1994年初，15歲的麥肯齊將魅力照片樣本寄給了當地的模特經紀公司。她透過魅力模特兒和泳裝工作開始了模特生涯，並打算在當年16歲時發展為裸照模特兒。當時，根據1978年兒童保護法令，在英格蘭和威爾士，16歲的青少年仍可合法地擔任裸照模特兒；2003年性罪行法令將法定最低年齡提高到18歲。隨著麥肯齊16歲生日的臨近，《週日體育》表示有興趣將她的裸照首秀變成媒體活動。在1994年整整6月和7月，報紙發布了麥肯齊的照片，倒計時直到它可以合法地展示她的裸照。
16歲之後，麥肯齊繼續當《每日體育》和《週日體育》的裸照模特兒。她還出現在《太陽報》和《每日星报》的第三版；在諸如《加載》之類的男性雜誌中拍裸照；在英國雜誌如《梅菲爾》和《男性限定》中全裸出現；還在各種色情書刊寫真影片中演出。
1995年7月29日，在17歲生日前不久，麥肯齊在老特拉福德板球場舉行的英格蘭和西印度群島之間的電視板球裸奔比賽中進行了一次裸照拍攝。麥肯齊只穿著丁字褲和一雙運動鞋，胸前寫著（只為了挑逗）幾個字就跑上了賽場。
麥肯齊1996年滿18歲後，在戀胸雜誌《進球》中首次亮相北美模特兒，也讓麥肯齊成為1996年12月「五十週年」紀念雜誌的封面女郎。
在90年代後期，麥肯齊經常出現在成人向頻道L!VE TV和Television X中。她持續定期出現在雜誌、DVD、網站和廣播媒體，直到2004年底從模特兒工作中休息，生了孩子並接受了縮胸手術。
麥肯齊的傳記《妖婦：琳賽·達恩·麥肯齊的故事》（Temptress: The Linsey Dawn McKenzie Story）於2015年出版。

## 延伸閱讀
- Dark, Vikki. . Chimera. 2015. ISBN 9781903136522.

## 外部連結
- 琳賽·達恩·麥肯齊在互联网电影资料库（IMDb）上的資料（英文）
- 琳賽·達恩·麥肯齊在網際網路成人電影資料庫
- 成人電影資料庫上琳賽·達恩·麥肯齊的资料（英文）